# Flávio Vegécio
Públio Flávio Vegécio Renato (em latim: Publius Flavius Vegetius Renatus), conhecido como Vegécio, foi um escritor  do Império Romano do século IV.

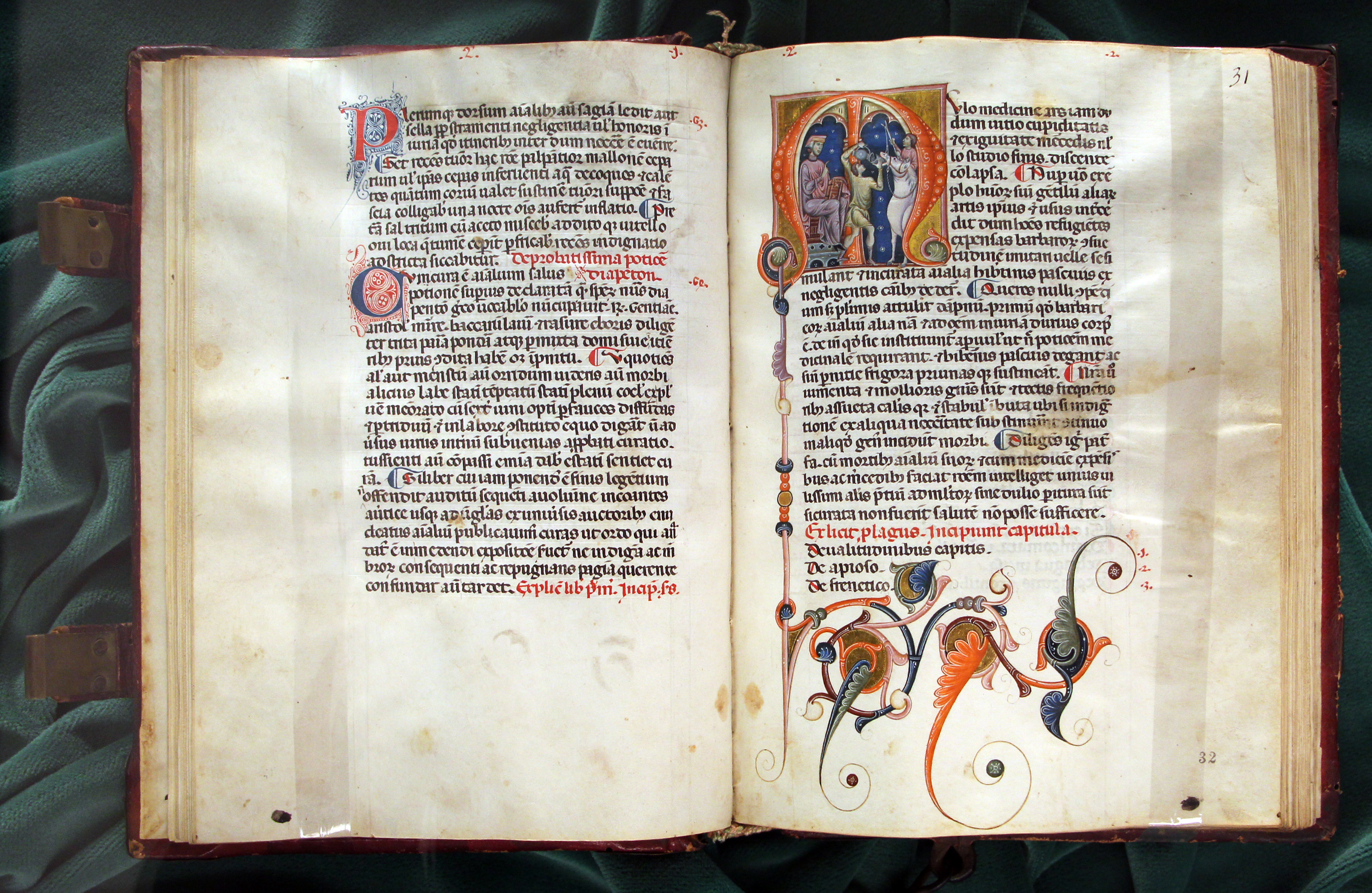
Mulomedicina (1250-1375 ca., Biblioteca Medicea Laurenziana, pluteo 45.19)

Apenas se conhece da sua biografia a breve informação que relata ele próprio. Vegécio não se identifica como militar, mas como "vir illustris comes" (homem ilustre e conde) termos que, no latim da época, assinalam-no como um personagem próximo do imperador de Roma. O cognome Renato sugestiona que abraçou o cristianismo na idade adulta.
Apenas são conhecidas datas da sua vida, salvo pelas referências históricas da sua própria obra: no seu "Epitoma rei militaris" alude ao imperador Graciano como deificado, o que situa a obra como posterior à morte deste em 383; uma anotação de Flávio Eutrópio, um escreva de Constantinopla, sobre um dos seus manuscritos já publicados, remonta a 450. Vegécio dedicou as suas obras ao imperador reinante na época, mas não especifica quem era este exatamente; uns estudiosos sugestionam que Teodósio I, a hipótese mais provável, e outros que Valentiniano III.

## Obras
Conservam-se duas obras suas: Epitoma rei militaris ("Compêndio Militar"), também conhecido como De Re Militari, na qual defende a retomada dos métodos de organização e treinamento usados no passado nas legiões romanas, descrevendo-os a partir de várias fontes.
Escreveu também a menos conhecida Digesta Artis Mulomedicinae um tratado de veterinária sobre as doenças de cavalos e mulos.

### Epitoma rei militaris
É um tratado que descreve os usos militares do exército romano na antiguidade. Cita do próprio Vegécio no prefácio:
| “ | O livro primeiro ensina a fundo sobre a escolha dos mais jovens, de que locais ou quais devem ser aceites como soldados, ou com que exercícios de armas devem ser instruídos. O livro segundo contém o costume da antiga milícia na que pode ser formado ao exército de infantaria. O livro terceiro expõe todas as classes de artes que parecem necessárias para o combate em terra. O livro quarto enumera todas as máquinas com as que se atacam ou defendem-se as cidades; também acrescenta os preceitos da guerra naval. | ” |

Na própria obra afirma o autor que escreveu primeiro o Livro I como um tratado independente e que, depois, a pedido do imperador, ampliou-a com os três livros seguintes.
Por ser uma obra eminentemente prática, breve e escrita num latim simples, foi tida como referência entre os militares da Idade Média e o Renascimento e, pelo detalhado do seu relato, foi considerada uma importante fonte para os historiadores. Copiado com profusão, o texto sobreviveu íntegro até o nossos dias;  foi traduzido para vários idiomas antes da invenção da imprensa e impresso pela primeira vez em Utreque em 1473. A partir do século XVI a reputação de Vegécio como fonte histórica começou a decair pela descoberta de outros autores como Políbio, e pela objeção de que misturava confusamente as instituições de diversos períodos do Império Romano.
Vegécio cita entre as suas fontes Catão, o Velho,  Cornélio Celso, Frontino, Padarno e as constituições imperiais de Augusto, Trajano e Adriano.
O livro caracteriza-se pela nostalgia de Vegécio para os tempos anteriores a ele e o elogiamento de glórias passadas, lamentando o abandono no que se encontra o exército no seu tempo, e propondo o ressurgir deste, pondo especial ênfase na necessidade de disciplina e treino. Do livro I, capítulo I:
| “ | A vitória na guerra não depende completamente do número ou do simples valor; somente a destreza e a disciplina a assegurarão. Encontraremos que os romanos deveram a conquista do mundo a nenhuma outra causa do que o contínuo treino militar, a exata observância da disciplina nos seus acampamentos e o perseverante cultivo das outras artes da guerra. | ” |

De Vegécio é a locução "Si vis pacem, para bellum" (se queres a paz, prepara a guerra), embora o texto original diz exatamente: 
| “ | igitur qui desiderat pacem, praeparet bellum (assim quem deseje a paz, que prepare a guerra) | ” |

.